# Jerzy Klockowski
Jerzy Klockowski (ur. 13 stycznia 1940 w Raczkowie, zm. 27 lutego 2020 w Otwocku) – polski sportowiec, zawodnik i trener rugby union, także lekkoatleta, specjalista  rzutu dyskiem oraz piłkarz ręczny.
Był wszechstronnym sportowcem. Jako zawodnik rugby union reprezentował w latach 1959–1983 klub Lechia Gdańsk. Zdobył z nim mistrzostwo Polski w 1970, wicemistrzostwo w 1971, 1972 i 1973 oraz brązowe medale w 1974 i 1977, a także Puchar Polski w 1977. Od 1970 zaliczył 20 spotkań w barwach reprezentacji Polski, zdobywając 51 punktów. Grał w II linii młyna.
Jako lekkoatleta (najpierw Bałtyku Gdynia, a potem Wybrzeża Gdańsk) został w 1959 mistrzem Polski juniorów pchnięciu kulą i rzucie dyskiem, pięciokrotnie zdobywał brązowe medale mistrzostw Polski seniorów w rzucie dyskiem: w 1963, 1964, 1965, 1966 i 1967. W latach 1962–1967 czterokrotnie wystąpił w meczach lekkoatletycznych reprezentacji Polski, odnosząc jedno zwycięstwo indywidualne. Był w tym czasie trzecim dyskobolem w Polsce, po Edmundzie Piątkowskim i Zenonie Begierze. Jego rekord życiowy wynosił 59,72 m (ustanowiony 23 maja 1964 w Gdańsku). Był to w tym sezonie 10. rezultat na świecie. Rekord Klockowskiego w pchnięciu kulą wynosił 16,60 m, osiągnięty 30 maja 1964 w Sopocie.  
Jako zawodnik Wybrzeża Gdańsk zdobył w 1966 mistrzostwo Polski w piłce ręcznej 7–osobowej.
Pracował jako trener rugby. Poprowadził do mistrzostywa drużynę Lechii Gdańsk w 1996. Został uznany w tym roku najlepszym trenerm roku PZR. Od 1970 do 1987 pracował w Lechii Gdańsk. W latach 1974–1984 był dyrektorem tego klubu. Później trenował kadetów rugby Ogniwa Sopot. Był również prezesem i dyrektorem Polonii Warszawa (piłka nożna).
Był odznaczony Srebrnym Krzyżem Zasługi, a także odznakami „Mistrza Sportu” i „Zasłużonego Mistrza Sportu”.
Został pochowany 7 marca 2020 na Cmentarzu Srebrzysko w Gdańsku.

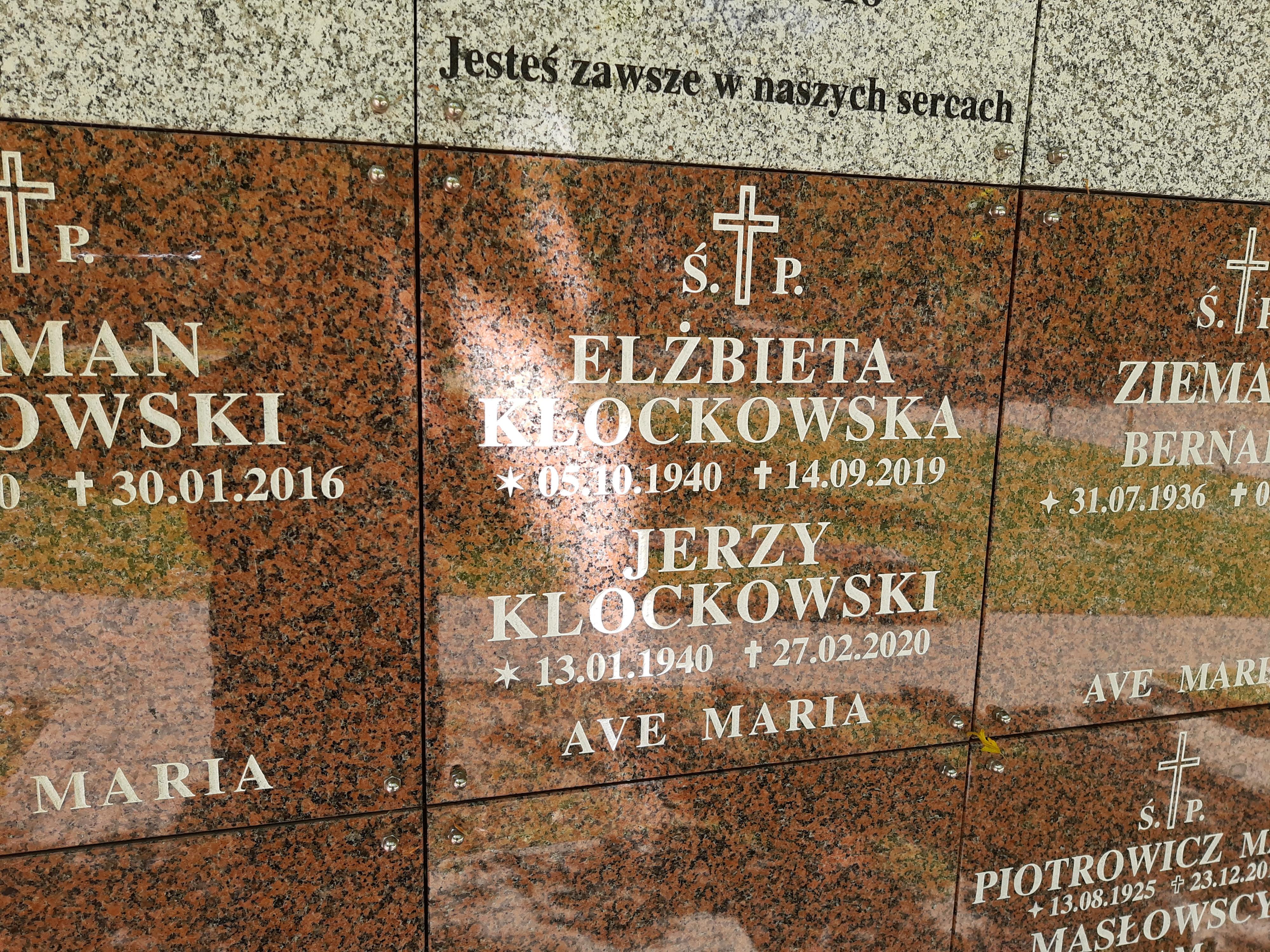
Grób Jerzego Klockowskiego na Cmentarzu Srebrzysko